# 莊延裕
莊延裕，字素思。福建晉江縣人，清朝政治人物。同進士出身。
康熙十八年（1679年），登己未科三甲进士，授庶吉士，編撰《十六国史》。壬戌以病假归，假满赴京，因病卒于途中。